# Erwin Gomeringer
Erwin Gomeringer (* 16. Juli 1914 in Meßstetten; † 26. März 2006) war ein deutscher Politiker (CDU).

## Leben
Gomeringer arbeitete als kaufmännischer Angestellter und plante, sich selbständig zu machen. Dies konnte er jedoch nicht realisieren, da er als Soldat am Zweiten Weltkrieg teilnehmen musste und im Anschluss in US-amerikanische Gefangenschaft geriet.
Nach Kriegsende trat Gomeringer in die CDU ein und betätigte sich in der Kommunalpolitik. Er amtierte von 1946 bis 1978 als Bürgermeister der Stadt Meßstetten und initiierte 1954 die Hohenberggruppe, einen regionalen Zweckverband zur Wasserversorgung. Von 1948 bis 1971 war er Mitglied des Kreistags im Landkreis Balingen und dort zeitweise Vorsitzender der CDU-Fraktion. Darüber hinaus war 30 Jahre lang Mitglied der Kommunalpolitischen Vereinigung der CDU/CSU auf Bundesebene.
Gomeringer war von 1960 bis 1976 Abgeordneter im Landtag von Baden-Württemberg. Bei der Landtagswahl 1960 wurde er über ein Zweitmandat des Wahlkreises Balingen gewählt, bei den Landtagswahlen 1964, 1968 und 1972 gewann er jeweils das Direktmandat. Als Vorsitzender des Ausschusses zur Verwaltungsreform hatte er maßgeblichen Anteil an der Ausarbeitung zur Gestaltung der Gebietsreform in Baden-Württemberg. Am 22. Februar 1975 kam es deshalb im neuen Zollernalbkreis zu einer Demonstration. Ein Autokorso von rund fünf Kilometer Länge über die Bundesstraße 463 von Weilstetten nach Meßstetten überreichte Erwin Gomeringer eine Protestnote.
Als am 6. November 1977 in der Meßstettener Partnerstadt Toccoa (USA) der Kelly-Barnes-Staudamm brach und zahlreiche Menschen den Tod fanden, wurde eine von Erwin Gomeringer verfasste Beileidsbekundung im amerikanischen Radio verlesen.
Erwin Gomeringer wurde 1970 mit dem Bundesverdienstkreuz 1. Klasse ausgezeichnet. Er war verheiratet und hatte gemeinsam mit seiner Frau Hilde eine Tochter und einen Sohn.

## Ehrungen
- 1970: Verdienstkreuz 1. Klasse der Bundesrepublik Deutschland
- 1976: Großes Verdienstkreuz der Bundesrepublik Deutschland
- 1984: Verdienstmedaille des Landes Baden-Württemberg
- 1984: Ehrenbürger der Stadt Meßstetten
- Erwin-Gomeringer-Platz in Meßstetten[5]